# At Your Best (You Are Love)
"At Your Best (You Are Love)" är en R&B-låt framförd av The Isley Brothers, komponerad av gruppen själv och med Chris Jasper för The Isley Brothers 14:e studioalbum Harvest for the World (1976). 
Balladen, som dedicerades till deras mamma, släpptes med stor sannolikhet som endast en radiosingel eller promosingel år 1979. Låten blev en radiohit samma år.
År 2007 inkluderades spåret på samlingsalbumet The Best of the Isley Brothers (Mastercuts).

## Personal och musikmedverkande
- Ronald Isley: huvud och bakgrundssång
- O'Kelly Isley, Jr. och Rudolph Isley: bakgrundssång
- Ernie Isley: gitarr, trummor
- Marvin Isley: bas
- Chris Jasper: piano, keyboards, synt
- Producerad, skriven, komponerad och arrangerad av The Isley Brothers och Chris Jasper

## Aaliyahs version
Arton år senare tolkade den amerikanska tonårssångerskan Aaliyah låten på sitt debutalbum Age Ain't Nothing But a Number. Spåret fick nu ett nytt instrumentalt arrangemang av R. Kelly.
En remixversion av "At Your Best "(You Are Love)" i högre tempo släpptes som den andra singeln från sångerskans album den 22 augusti år 1994. Spåret klättrade till en 6:e plats på USA:s Billboard Hot 100 och nådde andraplatsen på USA:s R&B-lista Hot R&B/Hip-Hop Songs. Det blev Aaliyahs andra topp tio-hit i USA på rad. Singeln klättrade även till en elfte plats i Irland, en tjugosjunde plats i Storbritannien samt en topp-fyrtio plats i Nya Zeeland. Låten certifierades med guldstatus av RIAA den 25 oktober 1994.
Musikvideon för singeln regisserades av Millicent Shelton.

### Format och innehållsförteckning
- Amerikansk CD-singel

1. "At Your Best (You Are Love)" (LP mix) – 4:43
2. "At Your Best (You Are Love)" (Stepper's Ball Remix) – 3:05

- Amerikansk vinyl-singel

1. "At Your Best (You Are Love)" (LP mix) – 4:43
2. "At Your Best (You Are Love)" (Gangsta Child Remix) – 4:30
3. "At Your Best (You Are Love)" (Stepper's Ball Remix) – 3:05
4. "Back & Forth" (Ms. Mello Remix) – 3:50

### Listor
| Lista (1994)                                 | Topp position |
| -------------------------------------------- | ------------- |
| Hollands Dutch Top 40                        | 40            |
| Irlands Irish Singles Chart                  | 11            |
| New Zeelands RIANZ                           | 39            |
| Storbritanniens UK Singles Chart             | 27            |
| Amerikanska Billboard Hot 100                | 6             |
| Amerikanska Billboard Hot R&B/Hip-Hop Songs  | 2             |
| Amerikanska Billboard Top 40 Mainstream      | 12            |
| Amerikanska Billboard Rhythmic Airplay Chart | 6             |
| Amerikanska Billboard Pop Songs              | 40            |

| Vid årets slut (1994)         | Position |
| ----------------------------- | -------- |
| Amerikanska Billboard Hot 100 | 70       |